# Võro (sprog)
Võro er en dialekt af sproget estisk, som afviger ret meget fra standardsproget og undertiden regnes for et selvstændigt sprog. Sproget har sin egen grammatik og ordforråd.
Det estiske bidrag til Eurovision Song Contest 2004 (tii), fremført af gruppen Neiokõsõ, var på sydestisk.